# Riffeltorkopf
Der Riffeltorkopf ist ein 2236 m ü. NHN hoher Berg des Wettersteingebirges in Bayern.

## Lage und Umgebung
Der Riffeltorkopf markiert die Grenze zwischen dem Waxensteinkamm und dem Riffelwandkamm. Das Gipfelplateau besitzt keinen ausgeprägten Gipfelcharakter. Es besteht aus einer begrünten Kuppe, deren Wände nach Norden und Osten senkrecht abbrechen. Im Norden liegt der Eibsee, im Süden verläuft das Höllental. Als Nachbarberge erheben sich im Nordosten die Südliche Riffelspitze (2263 m), im Südwesten die Kleine Riffelwandspitze 2536 m und im Südosten der Westliche Riffelkopf 2459 m.

## Stützpunkte und Wege
Die nördlich gelegene Riffelscharte bildet einen Übergang zwischen der Nord- und Südseite des Waxensteinkammes, sie ist über markierte Wanderwege vom Eibsee oder auch aus dem Höllental erreichbar (teilweise als Klettersteig versichert). Dort liegt mit der Höllentalangerhütte (1381 m) einer der wichtigsten Stützpunkte für eine Besteigung des Berges.
Der Normalweg auf den Riffeltorkopf führt von der Riffelscharte aus in etwa 15 Minuten zum Gipfel. Die Nordostwand wurde 1922 durch M. Gämmler und K. Markert erstbegangen. Die Route weist den Schwierigkeitsgrad V+ (UIAA) auf. Andere Routen durch die Nordwand bewegen sich zwischen den Schwierigkeitsgraden V- und VII.

## Literatur

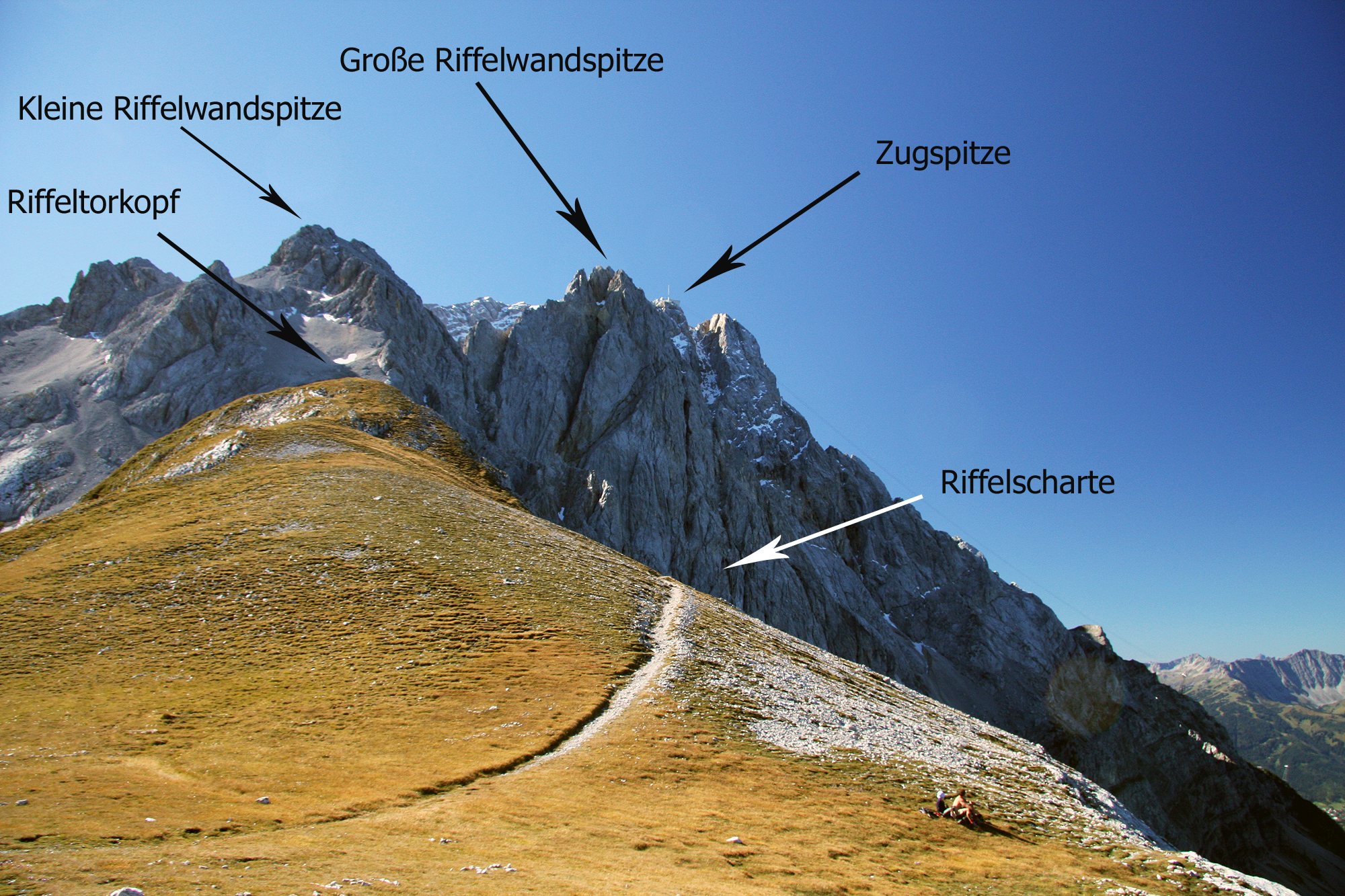
Riffeltorkopf Gipfelplateau und Riffelscharte
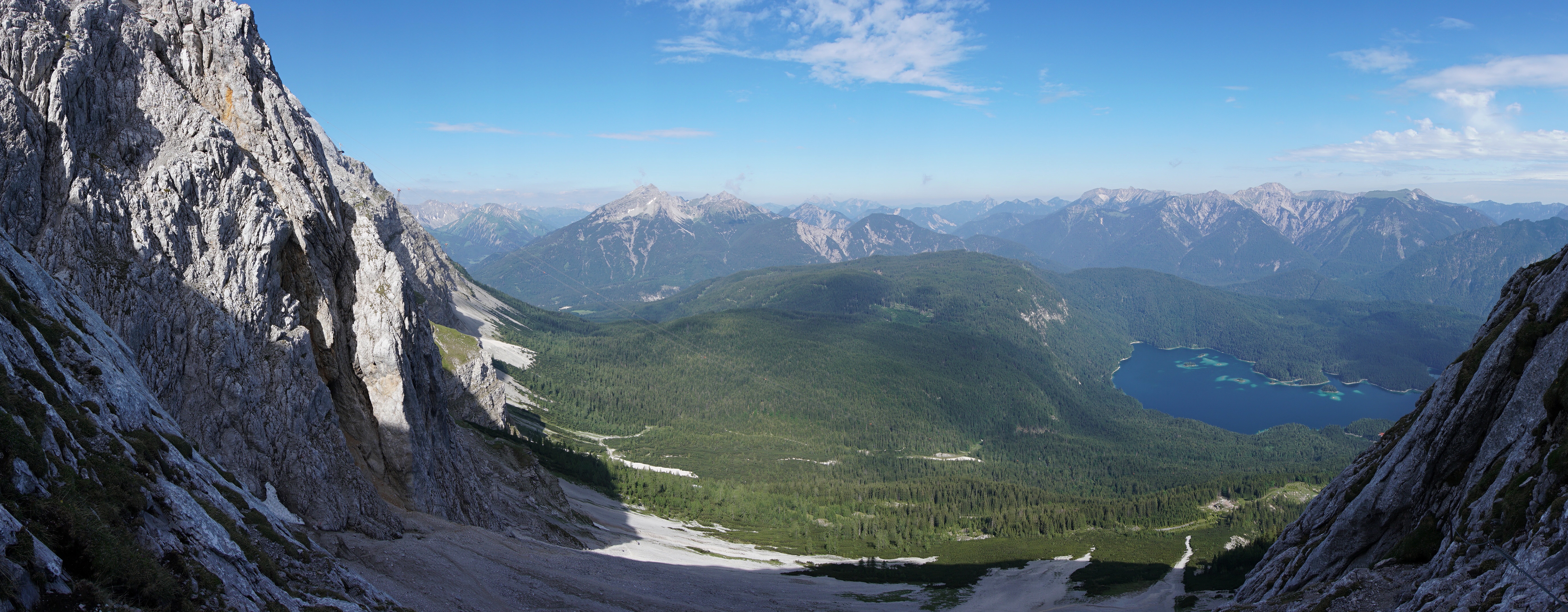
Blick vom Riffeltorkopfklettersteig auf den Zugspitzwandfuß und den Eibsee